# Leif Gidlöf
Leif Albert Gidlöf, född 30 januari 1943 i Stockholm, är en svensk historiker och arkivarie.
Efter filosofie licentiatexamen med historia som huvudämne vid Stockholms universitet anställdes Gidlöf 1969 vid Riksarkivet och övergick efter några år till Stockholms stadsarkiv. Han var chef för Värmlandsarkiv i Karlstad 1977-1986, chef för Stockholms stadsarkiv (stadsarkivarie) 1986–1992 samt chef för Krigsarkivet, det vill säga krigsarkivarie) 1992–1995. Under perioden 1995–1997 verkade han även som arkivchef vid Föreningen Stockholms Företagsminnen (dagens Centrum för Näringslivshistoria) samt under samma period VD för Stockholms Företagsarkiv AB, ett dotterbolag till Föreningen Stockholms Företagsminnen. Han var styrelseordförande för Föreningen Stockholms Företagsminnen 1997-2003. Han var 1995-1999 ämnessakkunnig på Kulturdepartementet då han bland annat medverkade i organisationsutredningen inför etableringen av Världskulturmuseet i Göteborg. Återkom 1999 till Riksarkivet som arkivråd och chef för avdelningen för statliga arkiv samt från 2005 ställföreträdande riksarkivarie. Han lämnade Riksarkivet 2009. Gidlöf var 1983–1986 ordförande i Näringslivets Arkivråd. Han har suttit i styrelserna för Svenskt Biografiskt Lexikon, TAM-Arkiv, Sveriges Släktforskarförbund, Karolinska förbundet och Personhistoriska samfundet samt ingått i Svenska släktkalenderns redaktionskommitté. Gidlöf har genom åren bland annat författat flera artiklar i branschtidskriften Arkiv, Samhälle och Forskning samt i Svenskt Biografiskt Lexikon. 